# Toxicologia Alternativa
La toxicología alternativa es la rama de la toxicología que se dedica a la aplicación y búsqueda de métodos consecuentes con el principio de las tres R (Reducción, Refinamiento y Reemplazo) planteados por Russell y Burch en 1959, en su libro The Principles of Humane Experimental Technique.

## Origen
Nace de la presión de eliminar los animales de la experimentación científica por parte del público (en especial de los grupos ecologistas) y también de muchos científicos que trabajan directamente con los animales. Si bien esta no es una posición reciente, si se ha reforzado en los últimos veinte años con la aparición de los grupos ecologistas.
La Toxicología Alternativa ha venido a ser el punto medio entre los científicos que plantean que "los animales de laboratorio son de "usar y tirar", sin importar el número a utilizar y menospreciando el sufrimiento que se le cause a los mismos, pues lo importante son los datos que se obtengan". Mientras que por otra parte están los que dicen que los animales deberían ser retirados totalmente de la experimnentación científica, aún a costo de perder los datos científicos y el conocimiento, que, por el momento, es imposible conseguir por otra vía.
El término completo sería Toxicología Alternativa a la Experimentación Animal, y no debe confundirse con la idea de que se refiere solo a métodos que sustituyen los animales de la experimentación (como lo son los métodos in vitro), sino además a aquellos que disminuyen la cantidad a utilizar (reducción) y los que mejoran las condiciones de los mismos en pos de disminuir el dolor y estrés que sufren durante los estudios (refinamiento).
La Alternativa propone entonces, la forma, el número y los procedimientos para el uso de los animales de laboratorios en la experimentación científica. Todo bajo el Principio de las Tres R's.

## Principio de las Tres R's
Ya en 1954 Charles Hume realizó estudios para humanizar las técnicas de experimentación con animales en el laboratorio. Pero fue en 1957 cuando Russell y Burch hablaron por primera vez del término en un simposio, y en 1959, con la salida de su libro "The principles of Humane Experimental Technique", ambos plantean tres términos que comienzan con la letra "R": refinamiento, reducción y reemplazo (del inglés refine, reduce and replace).
Refinamiento: se refiere a cualquier disminución en la incidencia y severidad de los procederes aplicados a los animales que necesariamente son usados. Implica también, la preparación especial del personal que manipula directamente los animales con el fin de disminuir el sufrimiento en todas las etapas del estudio. Teniéndose en cuenta según la especie: la manipulación, la alimentacíon, el espacio vital, los ciclos de luz\oscuridad, la administración de las diferentes sustancias según la vía de administración, los diferentes métodos de toma de muestra y eutanasia, entre otros. El refinamiento también elimina variables bioquímicas inadvertidas, tales como concentraciones de sustancias provocadas por el dolor y el estrés en el animal, comportamientos anormales, y otras.
Reducción: se refiere al uso de métodos y/o herramientas (del tipo que sea: estadística, informática, matemática...) que permita reducir el número de animales en un estudio sin afectar los resultados que se obtengan, o sea que se obtienen resultados suficientes y precisos con menos animales.
Reemplazo: se refiere a la posibilidad de sustituir los animales en el estudio que se lleva a cabo, utilizándose en su lugar, entre otros:
- Un método o herramienta (estadística, matemática o cualquier otra).
- Organismos inferiores en los que no existe sistema nerviosos y por tanto la posibilidad de sentir dolor (ej. un cultivo celular).
- Maquetas o sistemas de simulación que garanticen los mismos resultados.
- Órganos y\o tejidos de animales que no han sido sacrificados con fines del estudio.

## Ventajas y desventajas de los métodos alternativos

### Desventajas
- Muchos métodos alternativos están todavía en una fase incipiente de desarrollo.
- La sustiución de una célula aislada por una en cultivo implica una diferencia en la respuesta de la misma, pudiendo perderse la respuesta del organismo como un todo.
- El uso de células animales implica un problema de extrapolación dadas las obvias diferencias interespecíficas.
- De la anterior se infiere la dificultad al elegir el tipo o especie de animal o célula en un estudio.

### Ventajas
- El uso de células aisladas permite el estudio de los mecanismos de acción de las diferentes sustancias a nivel celular, subcelular o molecular.
- Son pruebas más flexibles, que pueden ser variadas, si hiciera falta.
- Se controlan mejor las diferentes variables.
- Los resultados son más cuantificables, menos subjetivos y más reproducibles.
- Son métodos más sencillos en comparación con los diseños que implican animales.
- Son más rápidos y específicos.
- Para evitar el problema de la extrapolación de datos de especies diferentes a humanos se pueden utilizar cultivos de células humanas.
- Usualmente son más baratos.

## Ejemplos de métodos alternativos
HET-CAM
Es un método que utiliza la membrana corioalantoidea presente en el huevo de gallina para la evaluación de la toxicidad oftálmica de una sustancia, sustituyendo el tradicional método de Drayze que aplica la sustancia en estudio directamente en el ojo de conejos.
RBC
Es un método que utiliza los eritrocitos (glóbulos rojos) para testar las diferentes sustancias y establecer su toxicidad oftálmica, sustituyendo el método de Drayze.